# Crypsirina temia
La dendrogazza codaracchetta o gazza arboricola dalla coda a racchetta nera (Crypsirina temia (Daudin, 1800)) è un uccello passeriforme della famiglia dei corvidi.

## Etimologia
Il nome scientifico della specie, temia, rappresenta un riferimento al genere obsoleto Temia, definito da François Levaillant e a sua volta derivante dal greco ταινια (tainia, "fiocco"), in riferimento alla forma della coda.

## Descrizione

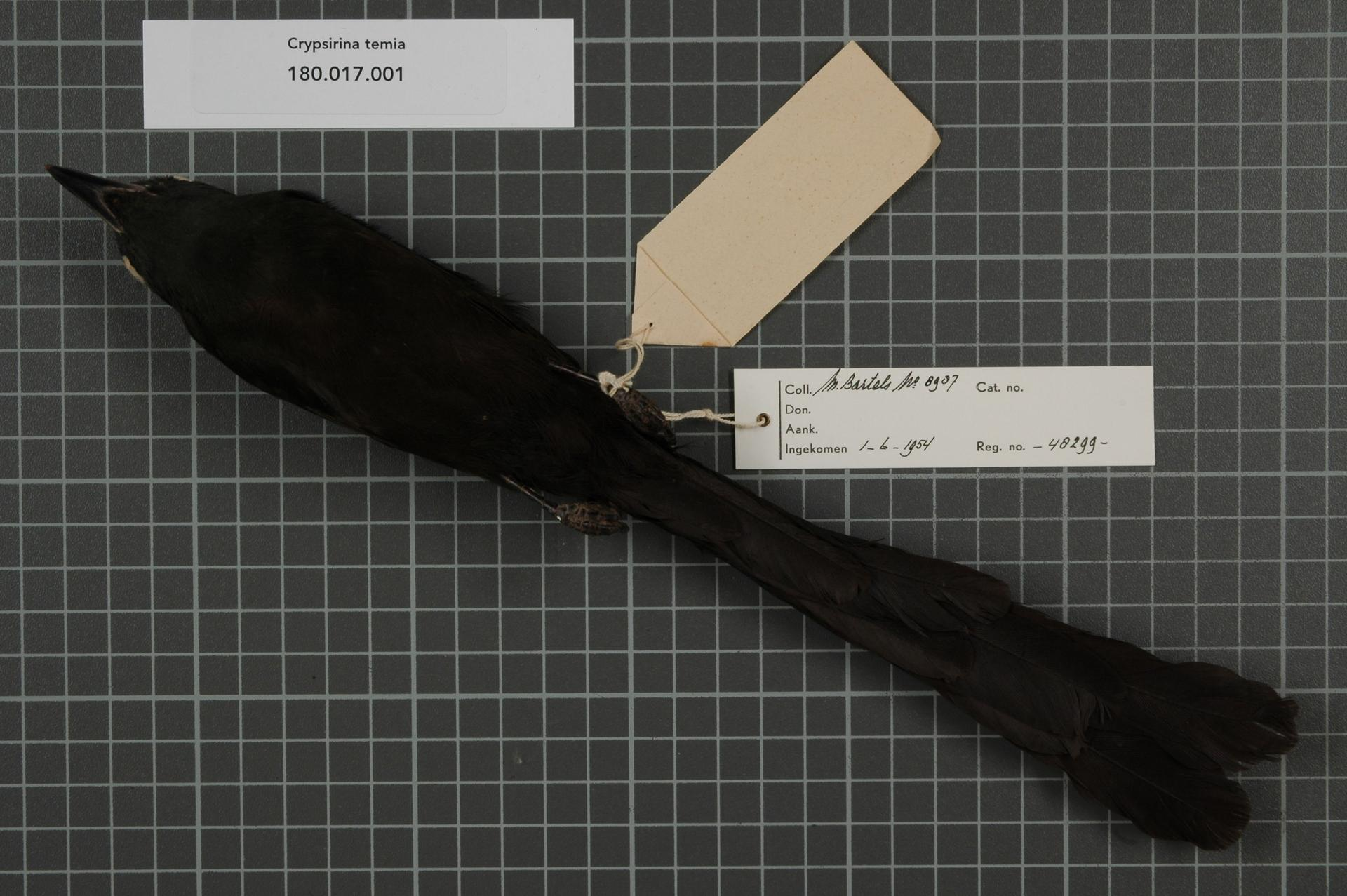
Veduta ventrale di maschio impagliato.

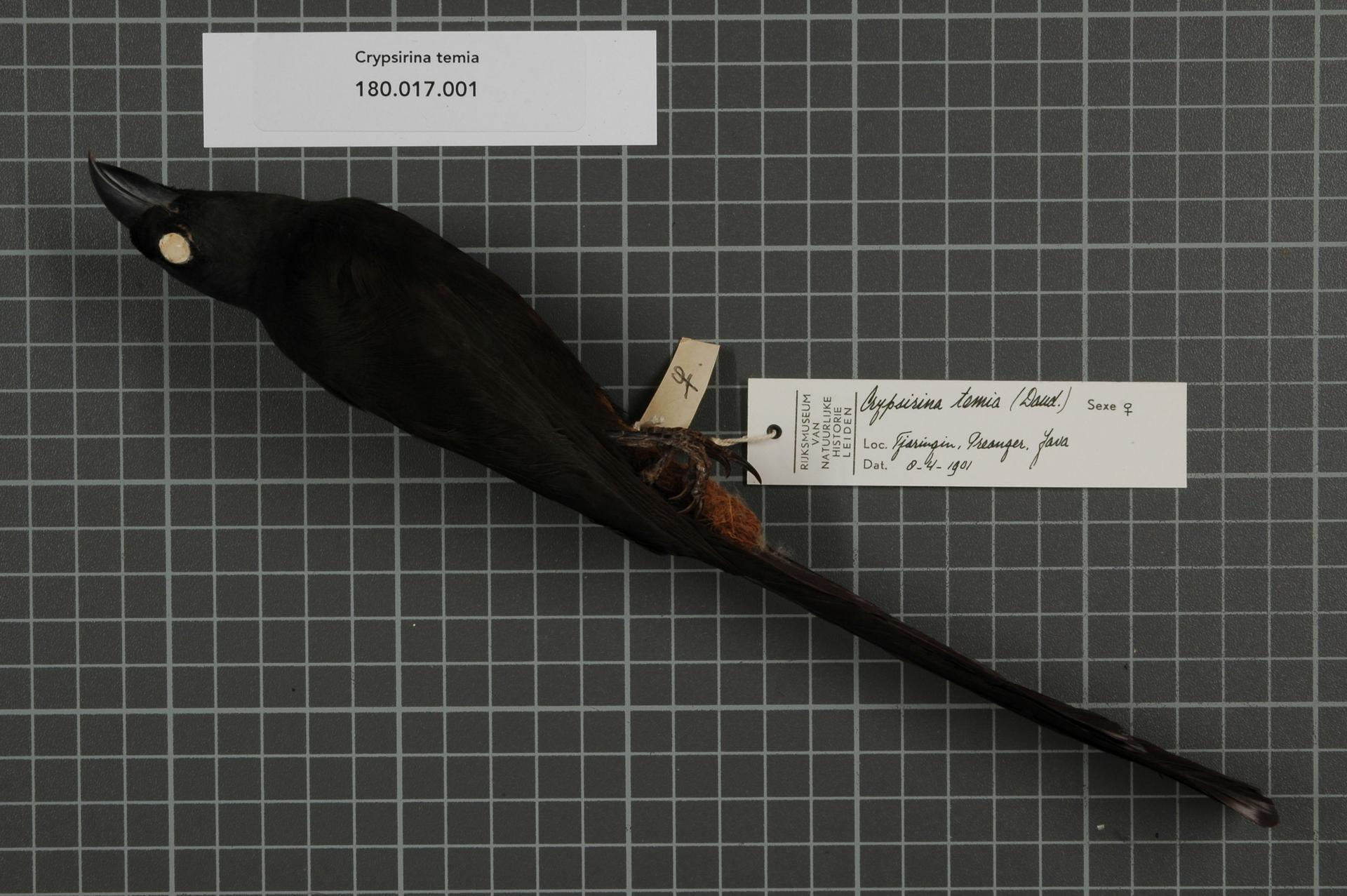
Veduta laterale di femmina impagliata.

### Dimensioni
Misura 31-33 cm di lunghezza, per 114-145 g di peso.

### Aspetto
Si tratta di uccelli dall'aspetto robusto ma slanciato, muniti di testa arrotondata con grosso becco robusto e lievemente arcuato verso il basso, ali appuntite e digitate, forti zampe e lunga coda (all'incirca quanto il corpo) dalla caratteristica estremità allargata a forma di mezzaluna.
Il piumaggio è di colore nero sericeo attorno alla base del becco, nell'area fra il becco e l'occhio, attorno a quest'ultimo e sulla fronte: il resto del corpo è di color verde oliva con sfumature di colore grigio metallizzato, mentre la coda è bruno-nerastra superiormente (e dello stesso colore sono le remiganti) e di colore bruno metallico con sfumature arancio-rossicce inferiormente. Caratteristica di questi uccelli è l'effetto metallico e lucido della livrea, che vista in penombra appare completamente nera.
Il becco e le zampe sono di colore nero, mentre i grandi occhi sono di colore azzurro turchese.

## Biologia

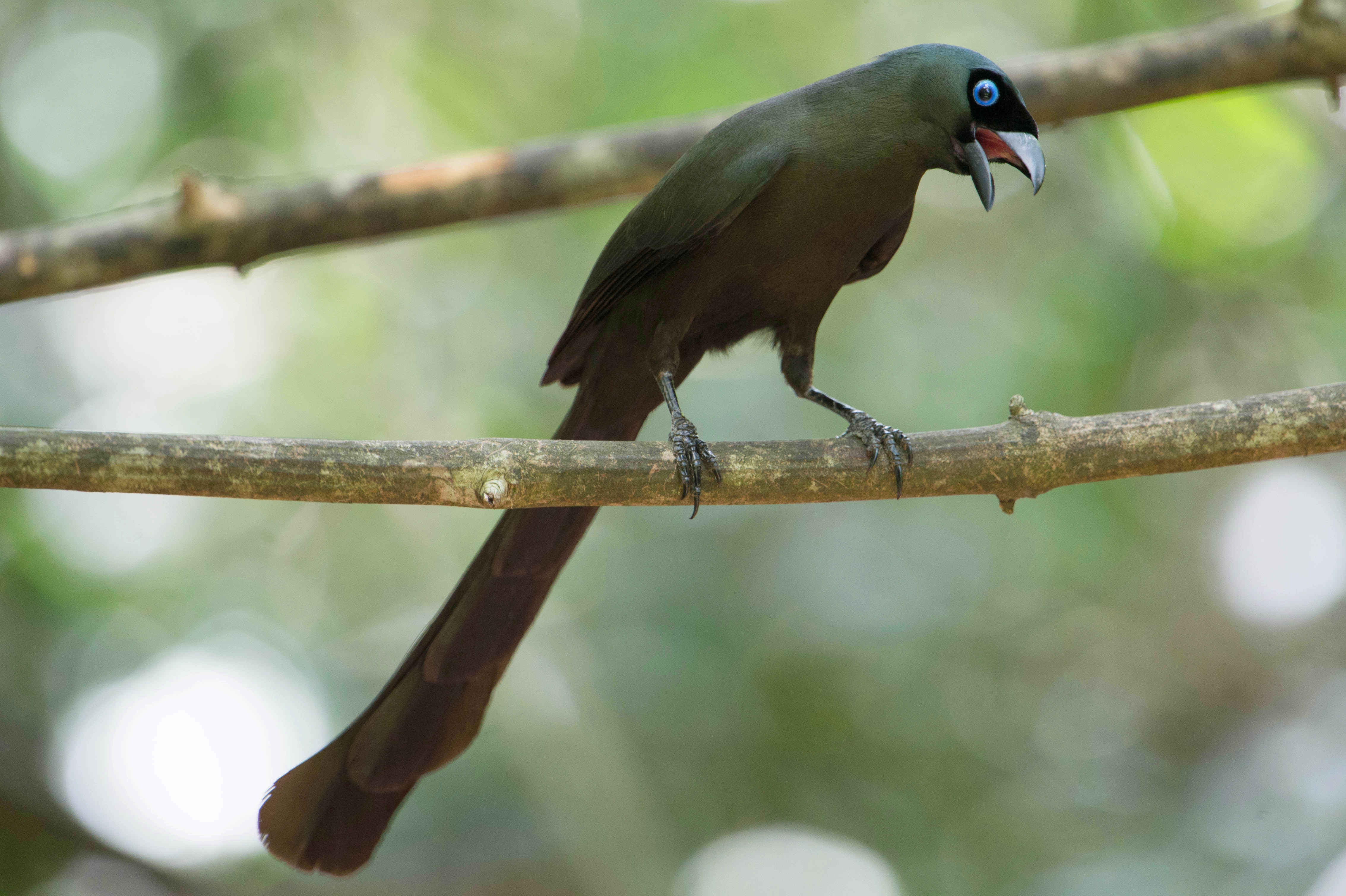
Esemplare canta nel parco nazionale di Kaeng Krachan.

Si tratta di uccelli dalle abitudini diurne, che abitano la canopia, fra i rami della quale si muovono agilmente in coppie o in gruppetti, utilizzando le lunghe code per bilancarsi, e scendendo al suolo solo sporadicamente per la toeletta.
La voce della dendrogazza codaracchetta è acuta e nasale, e comprende una serie di richiami che vanno da aspri gracchi a versi miagolanti e lamentosi.

### Alimentazione
Si tratta di uccelli onnivori, la cui dieta si compone in maggioranza di grossi insetti e di altri invertebrati, ma comprende anche bacche, frutta ed altro materiale di origine vegetale.

### Riproduzione
Si tratta di uccelli monogami, che nidificano fra aprile ed agosto.
Il nido, a forma di coppa, viene edificato tra i bambù o tra gli arbusti, prediligendo quelli spinosi circondati da aree erbose aperte: al suo interno vengono deposte 2-4 uova, che la femmina cova per una quindicina di giorni, mentre il maschio nel frattempo rimane di guardia nei pressi del nido e si occupa di nutrire la compagna.

I pulli vengono imbeccati e accuditi da ambedue i genitori: ciechi e quasi completamente implumi alla nascita, essi s'involano a circa tre settimane di vita, per poi affrancarsi dai genitori a circa due mesi dalla schiusa ed in seguito disperdersi.

## Distribuzione e habitat
La dendrogazza codaracchetta popola il Sud-est asiatico, in particolare la specie è diffusa dalla Birmania orientale al Tonchino attraverso Thailandia, sud dello Yunnan e Laos, a sud fino all'istmo di Kra attraverso Annam, Cocincina e Cambogia (pur mancando dalla porzione settentrionale di quest'ultima, oltre che dall'adiacente nord-est della Thailandia): una popolazione disgiunta abita anche Giava e Bali. In passato questi uccelli popolavano tutto il Tenasserim e la Thailandia meridionale, spingendosi fino al Kedah e verosimilmente alla penisola malese, tuttavia attualmente la specie sembra non essere più presente in queste zone.
L'habitat di questi uccelli è rappresentato dalla foresta pluviale aperta con presenza di radure erbose ed aree meno fittamente alberate (campi di taglio, villaggi, piantagioni) fino a 1000 m di quota.